# Притворяшки
Притворя́шки (лат. Ptinidae) — семейство жесткокрылых насекомых. Но также в некоторых источниках может рассматриваться как подсемейство — Ptininae, в семействе жуков-точильщиков (Anobiidae).

## Описание
Жуки мелких размеров. Усики пиловидные или нитевидные, не имеют увеличенных последних члеников. Формула лапок 5-5-5. Бока переднеспинки без бокового кантика, закруглённые. Основание переднеспинки обычно перетянутое. Часто имеется резкий половой диморфизм: самцы имеют параллельносторонние вытянутые надкрылья, самки — сильно вздутые.

## Экология
Питаются растительными и животными остатками и разрушающейся древесиной. Часто вредят на складах и в домах запасам и изделиям.
Повадки Ptinidae чрезвычайно разнообразны при относительно небольшом размере группы. Личинки отмечены как точильщики в коре, сухой древесине, ветвях, лианах, стручках, семенах, сосновых шишках, древесных плодах, грибах, мертвых цветочных стеблях или, реже, в молодых стеблях или побегах растущих деревьев. Многие виды питаются в той или иной форме накопленным высушенным животным или растительным материалом. Представители других родов обычно размножаются в навозе различных типов, включая гуано летучих мышей в пещерах (Trimboli & Philips, 2011). Некоторые виды населяют гнезда птиц или млекопитающих, в то время как другие встречаются в гнездах одиночных пчел, питающихся пыльцой. Один вид Ptinus (из Австралии) питается останками членистоногих и яйцами пауков в гнездах сальтицидных пауков-скакунов. Один из вест-индских видов Pitnus является листогрызом, а второй — семяедом. Stereocaulophilus (с Канарских островов), как полагают, питается на лишайниках.
Все известные мирмекофильные виды встречаются в Ptinidae s.s. (spider beetles, жуки-пауки). Большинство из этих таксонов обитает в Австралии (Lawrence & Reichardt, 1969), но есть также несколько родов, связанных с муравьями в Новом Свете (Lawrence & Reichardt, 1966; Philips, 1998).
Некоторые виды мирмекофилы: Gnostus floridanus Blatchley, 1930, получает еду от муравья-хозяина Crematogaster ashmeadi, а жук Notaferrum natalensis встречается в муравейниках ткачей Oecophylla longinoda.

## Палеонтология
Древнейшие притворяшки, существовавшие в меловом периоде, описаны из бирманского янтаря и из янтаря Нью-Джерси. Также семейство известно из балтийского, ровенского и доминиканского янтарей. В частности, притворяшки являются одними из наиболее часто встречающихся жуков в балтийском янтаре — на них приходится до 10 % всех инклюзов, относящихся к Coleoptera.

## Систематика
Известно около 230 родов и более 2200 видов. Монофилия Ptinidae не была подтверждена всеми комбинациями генов и методами анализа, хотя объединенные Ptinidae и Bostrichidae имеют единое происхождение во всех случаях. Альтернативные отношения включают Ptinidae s.s. (то есть Ptininae и Gibbiinae) как кладу-сестру анобиидам (то есть девяти оставшимся подсемействам Ptinidae s.l.) + Bostrichidae, или Bostrichidae как сестру Ptinidae s.s.+ анобиидам. Большинство крупных подсемейств внутри Ptinidae не являются монофилетическими.
подсемейство Alvarenganiellinae
- Dasytanobium Pic, 1902 (syn. Alvarenganiella)

подсемейство Anobiinae
около 45 родов
подсемейство Dorcatominae
около 16 родов
подсемейство Dryophilinae
- Dryophilus Chevrolat, 1832
- Grynobius Thomson, 1859
- Homophthalmus Abeille de Perrin, 1875
- Neodryophilus Espaol & Belles, 1981
- Pseudodryophilus Heyden, 1891
- Ptilineurus Reitter, 1902-01

подсемейство Ernobiinae
- Episernus Thomson, 1863
- Ernobius Thomson, 1859
- Microzogus Fall, 1905
- Ozognathus LeConte, 1861
- Paralobium Fall, 1905-01
- Utobium Fall, 1905
- Xarifa Fall, 1905-01
- Xestobium Motschulsky, 1845

подсемейство Eucradinae
- Clada Pascoe, 1887
- Eucrada LeConte, 1861
- Hedobia Dejean, 1821
- Neohedobia Fisher, 1919
- Ptinomorphus Mulsant & Rey, 1868
- †Amberophytum  Yu et al., 2019
  - =Benemerita Molino-Olmedo, 2024
- †Granulobium Li et al., 2023
  - †Granulobium perkovskyi A. Legalov in Legalov & Legalov, 2024[11]
  - †Granulobium whitei Li, Philips et Cai, 2023[12]
- †Molinernobius Molino-Olmedo, 2017
  - †Molinernobius fuentesi Molino-Olmedo, 2017

подсемейство Gibbiinae
- Costatomezium — Damarus — Gibbium — Lepimedozium — Meziomorphum — Mezioniptus — Mezium — Niptomezium — Pseudomezium — Stethomezium — Sulcatogibbium

подсемейство Mesocoelopodinae
- Cryptorama Fall, 1905
- Mesocoelopus Jacquelin du Val, 1860
- Neosothes White, 1967
- Tricorynus Waterhouse, 1849

подсемейство Ptilininae
- Fallanobium Español & Viñolas, 1996
- Nepalanobium Sakai, 1983
- Phanerochila Felutiaux, 1896
- Plumilus White, 1974
- Ptilinus Geoffroy, 1764
- Yunnanobium Español, 1965

подсемейство Ptininae
около 70 родов
- Gnostus Westwood, 1855
- Niptinus Fall, 1905
- Niptus Boieldieu, 1856
- Pitnus Gorham, 1883
- Pseudeurostus Heyden, 1906
- Ptinus Linnaeus, 1766
- Sphaericus Wollaston, 1854
- Tipnus Thomson, 1863
- Trigonogenius Solier, 1849
- другие

подсемейство Xyletininae
около 13 родов